# Dzieci Sarajewa
Dzieci Sarajewa (bośn. Djeca) – film fabularny z roku 2012 w reżyserii Aidy Begić zrealizowany w koprodukcji kilku krajów: Bośni i Hercegowiny, Francji i Niemiec.

## Opis fabuły
23-letnia Rahima wraz ze swoim bratem Nedimem mieszka w Sarajewie. Ich rodzice zginęli w czasie wojny w Bośni. Zagubiona w otaczającej ją rzeczywistości Rahima szuka pocieszenia w islamie. Kiedy jej brat wdaje się w szkole w bójkę z synem wpływowego polityka, Rahima odkrywa kolejne tajemnice z życia czternastoletniego Nedima.

## Nagrody i wyróżnienia
Obraz Aidy Begić został uhonorowany Nagrodą Specjalną Jury w sekcji Un Certain Regard na 65. MFF w Cannes, a także zdobył dwie nagrody na MFF w Sarajewie: za reżyserię i dla najlepszej aktorki – Mariji Pikić.
Film był oficjalnym bośniackim kandydatem do nagrody Amerykańskiej Akademii Filmowej w kategorii filmu nieanglojęzycznego, ale ostatecznie nie uzyskał nominacji.

## Obsada
- Marija Pikić jako Rahima
- Ismir Gagula jako Nedim
- Bojan Navojec jako Davor
- Sanela Pepeljak jako Vedrana
- Vedran Đekić jako Čiza
- Mario Knezović jako Dino
- Jasna Beri jako Saliha
- Nikola Đuričko jako Tarik
- Staša Dukić jako Selma
- Aleksandar Seksan jako Rizo
- Velibor Topić jako Mirsad Melić
- Ravijojla Jovancić jako Kira
- Mirela Lambić jako Jasna
- Sadzina Setić jako Branka
- Semir Krivić jako inspektor
- Adnan Omerović jako Coro
- Selma Čosić jako Cica